# Pierre-Antoine-Joseph du Monchaux
Pierre-Antoine-Joseph du Monchaux est un médecin français né à Bouchain le 17 décembre 1733.

## Biographie
Il n'est connu que par un ouvrage intitulé Bibliographie médicale raisonnée, ou Essai sur Exposition des œuvres les plus utiles à ceux qui se destinent à l'étude de la médecine, etc., Paris, 1756, in-12. L'auteur est à peine âgé de vingt-trois ans lorsqu'il publia ce livre.
Il est aussi l'auteur de l'opuscule Étrennes d'un médecin à sa patrie, Berlin, 1761, in-18. 
En 1761, il utilise le nom et la renommée de Jacques Barbeu du Bourg pour faire vendre ses ouvrages dont l'ouvrage Anecdotes de médecine, MDCCLXII qui est un faux. Du Bourg écrivit immédiatement  un démenti formel. Pierre-Antoine-Joseph du Monchaux se dénonça. Monchaux était un médecin des hôpitaux militaires de Douai. L'affaire en resta là. Néanmoins, l'ouvrage 
en acquit quelque notoriété et eut une deuxième édition, chez Panckoucke, en deux volumes, en 1766. 
On ignore l'époque précise de la mort de ce médecin, arrivée vers 1766 à Saint-Domingue.